# (2624) Samitchell
(2624) Samitchell (1962 RE) est un astéroïde de la ceinture principale, découvert le 7 septembre 1962 à l'observatoire Goethe Link près de Brooklyn, dans l'Indiana. Il a une magnitude absolue de 10,7.